# Mlle Compain
Mlle Compain-Despierrières eller endast Mlle Compain, var en fransk balettdansös. 
Hon var dotter till teaterdirektören Louis Compain-Despierrières. Hon kom till Bryssel som barn 1757, och var engagerad i baletten i La Monnaie 1766-1772. Hon blev stjärna i baletten i Bryssel, jämfördes med den då största stjärnan Angélique D'Hannetaire, och utnämndes till premiärdansös 1769. Under säsongen 1769-1770 gjorde hon en turné till Liege. Hon rekommenderades till Parisoperan, där hon var engagerad 1772-1776. Säsongen 1776-1777 debuterade hon som skådespelare i tragedin Orestien på Comédie-Française i Paris. Som skådespelare ansågs hon dock inte lika lyckad som dansare och fick ingen fast anställning. Hon turnerade sedan som skådespelare i provinserna i sin fars kringresande teatersällskap: de nämns i Bordeaux 1778-1779 och i Nimes 1786. 